# Серизе (Орн)
Серизе (фр. Cerisé) насеље је и општина у северној Француској у региону Доња Нормандија, у департману Орн која припада префектури Алансон.
По подацима из 2011. године у општини је живело 732 становника, а густина насељености је износила 165,61 становника/km². Општина се простире на површини од 4,42 km². Налази се на средњој надморској висини од 142 метара (максималној 147 m, а минималној 130 m).

## Демографија
| 1962. | 1968. | 1975. | 1982. | 1990. | 1999. | 2011. |
| ----- | ----- | ----- | ----- | ----- | ----- | ----- |
| 180   | 263   | 454   | 588   | 572   | 776   | 732   |

График промене броја становника у току последњих година